# كارلوس ماريا موراليس
كارلوس ماريا موراليس (بالإسبانية: Carlos María Morales)‏ (1 مارس 1970 بمونتفيدو في الأوروغواي - ) هو مدرب كرة قدم ولاعب كرة قدم أوروغواني في مركز الهجوم. شارك مع منتخب الأوروغواي لكرة القدم. أما مع النوادي، فقد لعب مع إيفرتون دي فينا ديل مار وديفينسور سبورتينغ وريفر بليت وليغا دي كيتو ومونتيفيديو واندررز ونادي أطلس ونادي أوهيجينس ونادي بويبلا ونادي تولوكا ونادي تيكوس ونادي دانوبيو ونادي سان لويس ويونيون إسبانيولا وDeportes Temuco ‏ وClub San Luis ‏.

## وصلات خارجية
- كارلوس ماريا موراليس على موقع قاعدة بيانات كرة القدم.إي يو (الإنجليزية)
- كارلوس ماريا موراليس على موقع ناشيونال فوتبول تيمز (الإنجليزية)
- كارلوس ماريا موراليس على موقع Soccerway.com (الإنجليزية)